# 私は隠れてしまいたかった
『私は隠れてしまいたかった』（わたしはかくれてしまいたかった、Volevo nascondermi）は2020年のイタリアの伝記映画。
ジョルジョ・ディリッティ監督の長編4作目の作品で、出演はエリオ・ジェルマーノとオリヴェル・エヴィなど。
20世紀素朴派の画家アントニオ・リガブエの生涯を描いている。
2020年2月に開催された第70回ベルリン国際映画祭のコンペティション部門に出品され、主演のエリオ・ジェルマーノが最優秀男優賞を受賞している。
日本では2021年5月から6月まで開催された「イタリア映画祭2021」で劇場公開された他、オンライン配信された。

## ストーリー
アントニオ・ラッカブエは、イタリア移民の子としてスイスで生まれるが、スイス人夫婦に養子に出される。イタリア人の子として周囲から差別され、養父から虐待を受けるが、養母だけは実の子のように愛してくれていた。しかし生来の癇癪持ちに加え、精神を病んで病院に入院させられ、さらに実父が妻子を殺害したとして逮捕・収監されていることを知らされる。その後、スイスを追放され、イタリア人としてイタリアに強制送還される。イタリアでは言葉も話せず、周囲からはドイツ人として差別され、浮浪者として生活するようになる。そんなある日、画家のレナート・マリーノ・マッツァクラーティに芸術家としての才能を見出され、さらにマッツァクラーティの母親から実の息子のように面倒を見てもらう中で、徐々に芸術家としての才能を開花させ、評価もされるようになる。しかし、何度も精神を病み、入退院を繰り返すようになる。その頃には名字をリガブエに変えている。入院生活の中でも作品作りを続け、芸術家としての評価はますます高まる。アントニオの才能を買っている彫刻家アンドレア・モッツァーリが保証人となって退院すると、彼の工房で作品作りを進め、ついにはローマの展覧会で評論家から高く評価されるまでになる。
芸術家として成功した彼は結婚を考えるようになるが、愛する女性への想いは叶わず、孤独の中で歳を重ねたアントニオは右半身不随となって入院する。死を意識し、自分の動産を市に遺贈するとの遺言を残すが、それでもまだ作品を作り続けたいとの熱い想いだけは残っている。そんな彼の脳裏に浮かぶのはかつて愛した女性と幼い頃に会った実母の姿だった。

## キャスト
- アントニオ・リガブエ（イタリア語版）: エリオ・ジェルマーノ
  - 若年期: オリヴェル・エヴィ
  - 幼少期: レオナルド・カロッツォ
- レナート・マリーノ・マッツァクラーティ（イタリア語版）: ピエトロ・トラルディ - アントニオの芸術家としての才能を見出した画家。
- マッツァクラーティの母: オリエッタ・ノターリ - アントニオを親身に世話した女性。
- アンドレア・モッツァーリ: アンドレア・ゲルペーリ（イタリア語版） - アントニオを支援した彫刻家。
- イヴォ: ファブリツィオ・カレッドゥ（イタリア語版）

## 封切り
イタリアでは2020年2月27日に劇場公開される予定だったが、新型コロナウイルスの感染拡大防止のために延期された。

## 作品の評価

### 映画批評家によるレビュー
Rotten Tomatoesによれば、8件の評論のうち高評価は63%にあたる5件で、平均点は10点満点中5.7点となっている。

### 受賞歴
| 賞                                   | 部門                   | 対象                                                               | 結果       |
| ------------------------------------ | ---------------------- | ------------------------------------------------------------------ | ---------- |
| 第70回ベルリン国際映画祭             | 金熊賞（最優秀作品賞） |                                                                    | ノミネート |
| 第70回ベルリン国際映画祭             | 銀熊賞（最優秀男優賞） | エリオ・ジェルマーノ                                               | 受賞       |
| 第66回ダヴィッド・ディ・ドナテッロ賞 | 作品賞                 |                                                                    | 受賞       |
| 第66回ダヴィッド・ディ・ドナテッロ賞 | 監督賞                 | ジョルジョ・ディリッティ                                           | 受賞       |
| 第66回ダヴィッド・ディ・ドナテッロ賞 | オリジナル脚本賞       | ジョルジョ・ディリッティ、タニア・ペドローニ、フレド・ヴァラ       | ノミネート |
| 第66回ダヴィッド・ディ・ドナテッロ賞 | プロデューサー賞       | カルロ・デグリ・エスポスティ、ニコラ・セラ（ライ・チネマ）         | ノミネート |
| 第66回ダヴィッド・ディ・ドナテッロ賞 | 主演男優賞             | エリオ・ジェルマーノ                                               | 受賞       |
| 第66回ダヴィッド・ディ・ドナテッロ賞 | 撮影賞                 | マッテオ・コッコ                                                   | 受賞       |
| 第66回ダヴィッド・ディ・ドナテッロ賞 | 作曲賞                 | マルコ・ビスカリーニ、ダニエレ・フルラーティ                       | ノミネート |
| 第66回ダヴィッド・ディ・ドナテッロ賞 | オリジナル歌曲賞       | 「Invisible」（作詞作曲：マルコ・ビスカリーニ、歌：La Tarma）      | ノミネート |
| 第66回ダヴィッド・ディ・ドナテッロ賞 | 美術賞                 | パオラ・ザマーニ、ルドヴィカ・フェラーリオ、アレッサンドラ・ムーラ | 受賞       |
| 第66回ダヴィッド・ディ・ドナテッロ賞 | 衣裳デザイン賞         | ウルスラ・パツァック                                               | ノミネート |
| 第66回ダヴィッド・ディ・ドナテッロ賞 | メイクアップ賞         | ジュゼッペ・デジアート、ロレンツォ・タンブリーニ                   | ノミネート |
| 第66回ダヴィッド・ディ・ドナテッロ賞 | ヘアメイク賞           | アルド・シニョレッティ                                             | 受賞       |
| 第66回ダヴィッド・ディ・ドナテッロ賞 | 編集賞                 | パオロ・コッティニョーラ、ジョルジョ・ディリッティ                 | ノミネート |
| 第66回ダヴィッド・ディ・ドナテッロ賞 | 音響賞                 |                                                                    | 受賞       |
| 第66回ダヴィッド・ディ・ドナテッロ賞 | 特殊視覚効果賞         |                                                                    | ノミネート |
| 第75回ナストロ・ダルジェント賞       | 特別賞（今年の映画）   |                                                                    | 受賞       |